# Геленберг
Геленберг (њем. Gelenberg) општина је у њемачкој савезној држави Рајна-Палатинат. Једно је од 109 општинских средишта округа Вулканајфел. Према процјени из 2010. у општини је живјело 101 становника. Посједује регионалну шифру (AGS) 7233212.

## Географски и демографски подаци
Геленберг се налази у савезној држави Рајна-Палатинат у округу Вулканајфел. Општина се налази на надморској висини од 535 метара. Површина општине износи 4,0 km². У самом мјесту је, према процјени из 2010. године, живјело 101 становника. Просјечна густина становништва износи 26 становника/km².